# China Miéville
Pour les articles homonymes, voir Miéville.
Œuvres principales
- Perdido Street Station
- Les Scarifiés
- Le Concile de fer
- The City and the City
- Légationville

China Miéville, né le 6 septembre 1972 à Norwich en Angleterre, est un auteur de romans qui se joue des genres littéraires : science-fiction, horreur, fantastique, roman noir figurent parmi ceux qu'il a délibérément utilisés et mélangés dans ses œuvres à ce jour. Miéville qualifie son travail de Weird Fiction (weird en référence à la fiction d'horreur du début du XXe siècle qui mélange pulp et horreur, comme celle de Howard Phillips Lovecraft) et a été rangé par la critique dans un groupe informel d'auteurs nommé New weird, rassemblés par leur volonté de faire sortir la littérature de fantasy des clichés imposés par les successeurs de J. R. R. Tolkien.
China Miéville cite Michael de Larrabeiti, John Harrison et Mervyn Peake parmi les auteurs qui l'ont influencé.

## Biographie
China Miéville a grandi avec sa sœur Jemima dans une maison du nord-ouest de Londres, dans le quartier de Willesden. Ses parents s'étant séparés quand il était très jeune, c'est sa mère, une ancienne hippie très engagée, qui s'est occupée d'eux, tout en se formant au professorat. China Miéville raconte n'avoir jamais vraiment connu son père, rencontré quatre fois avant le décès de ce dernier au milieu des années 1990. En dépit des conditions modestes du foyer, China Miéville se souvient d'une « belle enfance », et d'une jeunesse entourée d'amis, passée à « jouer à des jeux de rôle, lire, dessiner, écrire et plus tard à faire de la politique ». Élève boursier, à 11 ans, il commence à suivre des cours dans des écoles privées, dont deux années inscrit en internat. En 1991, il rentre à l'université de Cambridge, et abandonne rapidement des études de lettres pour l'ethnologie.
À 18 ans, il part pour l'Égypte, puis le Zimbabwe afin d'enseigner l'anglais. Le chaos urbain du Caire le marquera et il s'en inspirera pour la Cité-État Nouvelle-Crobuzon. Il développera de cette expérience un vif intérêt pour la culture arabe et la politique du Moyen-Orient. Il est diplômé en ethnologie (Cambridge et London School of Economics). Sa thèse Between Equal Rights: A Marxist Theory of International Law, inspirée des idées de Evgueni Pachoukanis, a été publiée en 2004.
Entre 2021 et 2024, China Miéville collabore avec l'acteur canado-américain Keanu Reeves à l'écriture du roman The Book of Elsewhere, après qu'ils se sont rencontrés pour la première fois à Berlin en 2021. 

## Influences littéraires
China Miéville a déclaré qu'il comptait écrire des romans dans chaque genre . Dans son œuvre, on trouve ainsi des emprunts à la littérature western américaine (Le Concile de fer), à celle de l'aventure maritime (Les Scarifiés) ou au roman noir (The City and the City). Mais la plupart des romans de China Miéville décrivent des mondes imaginaires ou empreints de surnaturel, où la magie est souvent à caractère scientifique, si bien que son œuvre mélangeant science-fiction, fantasy et fantastique est généralement classée dans la catégorie plus large des littératures de l'imaginaire. Miéville considère John Harrison, Michael De Larrabeiti, Michael Moorcock, Thomas Disch, Charles Williams, Tim Powers et J. G. Ballard comme ses « héros » littéraires. Mais il apprécie aussi H. P. Lovecraft et Clark Ashton Smith, auquel selon lui rend hommage l'étiquette « weird fiction » qu'on lui accole et qu'il accepte. Il puise son inspiration dans des éléments grotesques et horrifiques, sur « une frontière floue entre le fantastique et la science-fiction ». Dans son œuvre, le grotesque apparaît sous la forme de personnages hybrides ou de figures monstrueuses que China Miéville apprécie notamment pour leur caractère « hautement polysémique ». Aussi se réjouit-il des tentatives de « créer des monstres qui n'ont jamais existé auparavant ».
Miéville a beaucoup joué à Donjons et Dragons et à des jeux de rôle similaires pendant sa jeunesse. Par ailleurs, dans le numéro de février 2007 de Dragon Magazine, l'univers de ses livres a été adapté pour les règles de Donjons et Dragons. En 2008, il avait même été annoncé que le studio Adamant Entertainment développerait Tales Of New Crobuzon, un RPG fondé sur le monde de Bas-Lag, univers fictionnel créé par l'auteur. À l'origine prévu pour une sortie en 2009, le jeu n'a toujours pas vu le jour. En 2010, Miéville a fait sa première incursion dans l'écriture pour le jeu de rôles en contribuant au Pathfinder Chronicles: Guide to the River Kingdoms (PFRPG).
Miéville a explicitement souhaité que la fantasy s'éloigne de l'influence de J. R. R. Tolkien qu'il a critiqué comme étant réactionnaire et abêtissant. Dans une contribution à la Socialist Review, il déplore le manichéisme et le conservatisme qui caractérisent selon lui Le Seigneur des anneaux.
L'intérêt de Miéville envers la vie politique, ainsi que ses conceptions de la littérature, apparaissent en filigrane dans ses livres (notamment dans Le Concile de fer). Des débats sur les relations entre politique et écriture l'opposent fréquemment à des écrivains de droite lors des salons littéraires[réf. souhaitée]. Marxiste convaincu, Miéville a toutefois déclaré : « Je ne suis pas un vil gauchiste qui essaie de faire passer en douce son pernicieux message via des romans de fantasy. Je suis un fan de science-fiction et de fantasy, j'adore les deux. Et quand j'écris mes romans, je n'écris pas pour faire valoir des points de vue politiques. »

## Engagement politique
China Miéville est membre du Parti socialiste des travailleurs britannique, parti trotskiste d'extrême gauche, et s'est présenté sans succès aux élections à la Chambre des Communes de 2001 en tant que candidat de la Socialist Alliance (il a obtenu 1,2 % des votes). Son intérêt pour le marxisme s'est illustré par la rédaction d'un livre sur le Manifeste du parti communiste, de Friedrich Engels et Karl Marx : A spectre, haunting, sorti en 2022.

## Nominations et prix littéraires
Son premier roman, Le Roi des rats (son deuxième paru en français) a été nommé à la fois à l'International Horror Guild (en) et au prix Bram Stoker. Perdido Street Station (son premier paru en français) a obtenu le prix Arthur-C.-Clarke 2001 et le grand prix de l'Imaginaire 2005 dans les catégories meilleur roman étranger et meilleure traduction, tout en ayant été nommé pour les prix Hugo, Nebula et World Fantasy.
Les Scarifiés a obtenu le prix British Fantasy 2003, le prix Locus du meilleur roman de fantasy 2003, et a été nommé pour les prix Hugo, Arthur C. Clarke et World Fantasy.
Le Concile de fer a été nommé pour les prix Hugo et World Fantasy et a reçu le prix Arthur-C.-Clarke 2005.
Lombres a obtenu le prix Locus du meilleur roman pour jeunes adultes 2009 et le prix Elbakin.net du meilleur roman jeunesse étranger 2010.
The City and the City a reçu le prix Hugo du meilleur roman 2010, le prix World Fantasy du meilleur roman 2010, le prix Arthur-C.-Clarke 2010, le prix British Science Fiction du meilleur roman 2009, le prix Locus du meilleur roman de fantasy 2010 ainsi que le grand prix de l'Imaginaire du meilleur roman étranger 2012.
Kraken a reçu le prix Locus du meilleur roman de fantasy 2011 et Légationville le prix Locus du meilleur roman de science-fiction 2012.
Enfin, Merfer a obtenu le prix Locus du meilleur roman pour jeunes adultes 2013.

## Vie personnelle
En 2024, China Miéville vivait dans le nord-ouest de Londres avec son épouse l'artiste et écrivaine Season Butler.

## Œuvres

### Cycle de Bas-Lag
1. Perdido Street Station, Fleuve noir, coll. « Rendez-vous ailleurs », 2003 ((en) Perdido Street Station, Macmillan, 2000), trad. Nathalie Mège  (ISBN 2-265-07185-4 et 2-265-07290-7)Paru en français en deux tomes - Prix Arthur-C.-Clarke 2001, grand prix de l'Imaginaire 2005 dans les catégories meilleur roman étranger et meilleure traduction.
2. Les Scarifiés, Fleuve noir, coll. « Rendez-vous ailleurs », 2005 ((en) The Scar, Macmillan, 2002), trad. Nathalie Mège  (ISBN 2-265-07743-7)Prix British Fantasy 2003 et prix Locus du meilleur roman de fantasy 2003
3. Le Concile de fer, Fleuve noir, coll. « Rendez-vous ailleurs », 2008 ((en) Iron Council, Macmillan, 2004), trad. Nathalie Mège  (ISBN 2-265-08309-7)Prix Arthur-C.-Clarke 2005 et prix Locus du meilleur roman de fantasy 2005

### Romans indépendants
- Le Roi des rats, Fleuve noir, coll. « Rendez-vous ailleurs », 2006 ((en) King Rat, Macmillan, 1998), trad. Florence Levy-Paoloni  (ISBN 2-265-08121-3)
- (en) The Tain, PS Publishing, 2002Prix Locus du meilleur roman court 2003
- Lombres, Au diable vauvert, 2009 ((en) Un Lun Dun, Macmillan, 2007), trad. Christophe Rosson  (ISBN 978-2-84626-214-9)Prix Locus du meilleur roman pour jeunes adultes 2009 et prix Elbakin.net du meilleur roman jeunesse étranger 2010
- The City and the City, Fleuve noir, coll. « Rendez-vous ailleurs », 2011 ((en) The City and the City, Macmillan, 2009), trad. Nathalie Mège  (ISBN 978-2-265-09065-1)Prix Hugo du meilleur roman 2010, prix Arthur-C.-Clarke 2010, prix British Science Fiction du meilleur roman 2009, prix Locus du meilleur roman de fantasy 2010, prix World Fantasy du meilleur roman 2010, grand prix de l'Imaginaire du meilleur roman étranger 2012 et prix Elbakin.net du meilleur roman fantasy étranger 2012
- Kraken, Fleuve noir, coll. « Rendez-vous ailleurs », 2013 ((en) Kraken, Macmillan, 2010), trad. Nathalie Mège  (ISBN 978-2-265-09458-1)Prix Locus du meilleur roman de fantasy 2011
- Légationville, Fleuve, coll. « Rendez-vous ailleurs », 2015 ((en) Embassytown, Macmillan, 2011), trad. Nathalie Mège  (ISBN 978-2-265-09761-2)Prix Locus du meilleur roman de science-fiction 2012
- Merfer, Fleuve, coll. « Outre Fleuve », 2016 ((en) Railsea, Macmillan, 2012), trad. Nathalie Mège  (ISBN 978-2-265-11612-2)Prix Locus du meilleur roman pour jeunes adultes 2013
- Celui qui dénombrait les hommes, Fleuve, coll. « Outre Fleuve », 2017 ((en) This Census-Taker, Del Rey Books, 2016), trad. Nathalie Mège  (ISBN 978-2-265-11719-8)
- Les Derniers Jours du Nouveau-Paris, Au diable vauvert, 2018 ((en) The Last Days of New Paris, Del Rey Books, 2016), trad. Nathalie Mège  (ISBN 979-1030702309)
- (en) The Book of Elsewhere, Del Rey Books, 2024Adaptation du comics BRZRKR écrit par Keanu Reeves

### Recueils de nouvelles
- En quête de Jake et autres nouvelles, Fleuve, coll. « Outre Fleuve », 2020 ((en) Looking for Jake and Other Stories, Macmillan, 2005), trad. Nathalie Mège  (ISBN 978-2-265-09857-2)
  - En quête de Jake, 2020 ((en) Looking for Jake, 1999)Parue dans Neonlit Vol. 1, édité par Nicholas Royle
  - Fondations, 2020 ((en) Foundation, 2003)
  - La Piscine à balles, 2020 ((en) The Ball Room, 2005)Écrit avec Emma Bircham et Max Schaefer.
  - De certains événements survenus à Londres, 2020 ((en) Reports of Certain Events in London, 2004)Préalablement parue sous le titre Compte-rendu de certains événements survenus à Londres dans la revue Bifrost no 53 en 2009 - Prix Locus de la meilleure nouvelle longue 2005
  - Familier, 2020 ((en) Familiar, 2002)Préalablement parue sous le titre Familiarisation dans la revue Asphodale no 4 en 2003
  - Entrée tirée d'une encyclopédie médicale, 2020 ((en) Entry Taken From A Medical Encyclopaedia, 2003)Préalablement parue sous le titre Buscard's Murrain dans The Thackery T. Lambshead Pocket Guide to Eccentric & Discredited Diseases, édité par Jeff VanderMeer et Mark Roberts
  - Les Détails, 2020 ((en) Details, 2002)Préalablement parue dans la revue Bifrost no 73 en 2014
  - Intermédiaire, 2020 ((en) Go Between, 2005)
  - Un autre ciel, 2020 ((en) Different Skies, 1999)Parue dans Brit-pulp!, édité par Tony White
  - Mort à la faim, 2020 ((en) An End to Hunger, 2000)Parue dans Book of Internet Stories, édité par Maxim Jakubowski
  - De saison, 2020 ((en) 'Tis this season, 2004)Parue dans The Socialist Review
  - Jasques, 2020 ((en) Jack, 2005)
  - Sur le chemin du front, 2020 ((en) On The Way To The Front, 2005)Illustré par Liam Sharp
  - Le Tain, 2020 ((en) The Tain, 2002)Prix Locus du meilleur roman court 2003
- (en) Three Moments of an Explosion: Stories, 2015

### Autres nouvelles
- (en) Highway Sixty One Revisited, 1986Parue dans Young Words
- (en) A Room of One's Own, 2008Parue dans Mike Mignola's Hellboy : Oddest Jobs, édité par Christopher Golden

### Essais
- (en) Red Planets: Marxism and Science Fiction, 2009Écrit avec Mark Bould.
- La Chute de Londres, Pocket, coll. « Agora », 2015 ((en) London's Overthrow, 2012), trad. François Laurent  (ISBN 978-2-266-24871-6)
- Octobre : Un récit de la révolution russe, Amsterdam, 2020 ((en) October: The Story of the Russian Revolution, 2017), trad. Nicolas Vieillescazes  (ISBN 978-2-35480-162-5)À paraître

### Bande dessinée
- (en) Hellblazer, DC Comics, 1988Numéro 250 Holiday Special: Snow Had Fallen
- (en) Dial H, DC Comics, 2012Publication mensuelle de juillet 2012 à août 2013

### Autres
- (en) The Worst Breakfast, Black Sheep, 2016Livre pour enfants illustré par Zak Smith (en)

### Interviews
- Éric Holstein et Thomas Day, Au travers du prisme : China Miéville : Seigneur des monstres, vol. 53, Saint-Mammès, Bifrost, 2009 (ISBN 978-2-913039-50-6), p. 118-144